# Тактический шутер
Тактический шутер (англ. tactical shooter) — жанр компьютерных игр, одна из разновидностей жанра шутер, который может быть представлен как в формате шутера от первого лица, так и в формате шутера от третьего лица. Игры в этом жанре ставят тактику и осторожность выше скорости реакции, которая важна для большинства экшн-игр. Тактические шутеры, посвящённые войсковым операциям иногда называют «симуляторами солдата» (англ. soldier sim).

## Особенности геймдизайна
Согласно IGN, тактические шутеры — «это игры об осторожности, внимании, кооперации, координации, планировании и пошаговом передвижении. Для успеха этих игр важны не только решительные атаки, стремительные перемещения за укрытия, стратегические отступления и оборона последних рубежей, но и точный баланс, подобранный таким образом, чтобы игра приносила удовольствие.» Дэвид Трихарн (David Treharne) из GameSpew указывает на четыре критерия, которым должен соответствовать тактический шутер: «Главным образом вы должны найти: реалистичные ограничения движений игрока, реалистичную симуляцию баллистики и точности стрельбы, эти игры предназначены для группы или множественных стилей/подходов, а также обладают реалистичной системой здоровья с низкой сопротивляемостью или малым запасом здоровья. Как правило, ваши перемещения будут происходить медленней, чем в большинстве шутеров, ваша меткость будет намного хуже, пули будут отклоняться на расстоянии, а ваш персонаж сможет пережить не боле двух или трёх попаданий перед смертью.»
Тактические шутеры разрабатываются для создания реализма. Для игрока убийство его персонажа с одного попадания, как правило, является необычным событием, поэтому, играя в тактические шутеры, игрок должен проявлять повышенную осторожность. Акцент в этих играх делается на реалистичное моделирование оружия, при этом различные бонусы обычно ограничены в большей степени, чем в других экшн-играх. Эти обстоятельства сдерживают индивидуальный героизм игроков, часто встречаемый в других шутерах, что делает тактику более важной.
В целом, темп игры будет, как правило, более размеренный, нежели в других экшн-играх. Способы совершения прыжков иногда ограничиваются для поддержания реализма до такой степени, что в некоторых играх вообще отсутствует клавиша для совершения прыжка. В отличие от шутеров, сфокусированных на беге и стрельбе, для тактических шутеров требуется больше внимания и терпения (использование укрытий и избегание обнаружения на открытой местности), вдобавок к этому тактические шутеры часто запрограммированы так, что стрельба во время бега становится неточной, однако, если персонаж крадётся или находится в положении лёжа, точность стрельбы увеличивается. Зачастую, игрок может выбирать способ ведения огня: при стрельбе «от бедра» огонь будет вестись с небольшой точностью (обычно реализуется увеличением разлёта пуль в десятки раз, что на самом деле не совсем реалистично, но некоторые шутеры применяют более комплексные штрафы на стрельбу «от бедра», но при этом для обзора будет доступен больший участок местности, в то время как использование прицелов, в том числе с увеличением, даёт отличную точность стрельбы, однако существенно ограничивает обзор. В некоторых тактических шутерах, например, в моде InfiltrationMod для игры Unreal Tournament (1999) отсутствует даже прицел-перекрестие, типичный для других шутеров от первого лица, что сделано для повышения уровня реализма.
Во многих тактических шутерах реализованы сражения, основанные на группе, когда игрового персонажа поддерживают другие члены группы. Если в ранних тактических шутерах встречаются довольно простые управляемые компьютером члены группы, в основном осуществляющие поддержку огнём, то в поздних играх более развитый искусственный интеллект уже позволяет компьютерным членам группы реализовывать более сложное поведение, например, использовать механику укрытий. В играх с достаточно развитым искусственным интеллектом игрок может отдавать приказы управляемым компьютером персонажам. В некоторых играх перед началом выполнения задания игрок может составить план действий членов группы, которому будет следовать искусственный интеллект. Во множестве игр также имеется возможность многопользовательской онлайн-игры, что позволяет игрокам-людям вырабатывать общую стратегию и координировать действия при помощи гарнитуры. В играх жанра делается больший упор на групповую тактику, нежели в других шутерах, поэтому точность прицеливания и быстрота реакции в этих играх не всегда важны для победы.
Дизайн уровней обычно отражает игровой сеттинг. Например, игрок может выступать в роли бойца отряда типа СОБР, противодействующего террористам или другим преступникам, или быть участником вооружённого столкновения какого-либо конфликта, существующего в реальном мире, будучи в роли рядового солдата или бойца диверсионного отряда. Действие некоторых игр происходит в полностью вымышленных вселенных, включающих элементы научной фантастики. На каждом уровне игрок получает новые цели. Хоть целью некоторых уровней может быть простой разгром врага, на других уровнях целью может быть обеспечение безопасности при сопровождении VIP-персонажа до определённого места или установка взрывного устройства на каком-либо объекте. Как правило, в дизайн уровня включают контрольные точки и альтернативные маршруты. Поскольку тактика вида «беги и стреляй» обычно встречает ожесточённое сопротивление, становится важным использование преимуществ позиции, применение эффекта неожиданности или даже постоянное избегание стычек со врагом.

### Вооружение
В тактических шутерах обычно представлен широкий спектр компьютерных моделей огнестрельного оружия, полученных с реально существующих образцов. Эти модели более реалистичны, нежели в шутерах формата «беги и стреляй». Например, серия игр Brothers in Arms уникальна тем, что для создания в игре реалистичного сеттинга Второй мировой войны команде разработчиков Gearbox Software пришлось не только создать точные модели оружия, но и воспроизвести реалистичную отдачу, характерную шевелёнку и ощущение при огне на подавление. Разработчики добились этого посредством личных натурных испытаний оружия и привлечения военных консультантов к процессу разработки.
Тем не менее, точность симуляции боя часто приносится в жертву игровому балансу и, соответственно, играбельности. В первую очередь это связано с тем, что большинство геймдизайнеров могут посчитать усложнение игрового процесса дополнительной симуляцией слишком «радикальным» для современного рынка, что, однако, не совсем верно. Также часто применяются отступления в баллистике игрового оружия от реальных образцов для обеспечения баланса в многопользовательской игре. Система повреждений в таких играх обычно несколько сложнее, нежели в «классических» шутерах, но всё ещё довольно поверхностна, поскольку сделать её одновременно реалистичной и максимально честной — не самая простая задача; в реальности документированы случаи, когда люди выживали и сохраняли боеспособность после десятков огнестрельных ранений, равно как и случаи смерти от на первый взгляд лёгких ранений.
В отличие от шутеров формата «беги и стреляй» наподобие Quake, где игрок может переносить с собой целый арсенал, в тактических шутерах существуют ограничения на экипировку персонажа, поэтому игроку следует тщательно выбирать оружие в соответствии с ситуацией и/или своей ролью в группе. Система оружия из Counter-Strike, позволяющая использовать основное оружие (штурмовая винтовка, пистолет-пулемёт, снайперское ружьё или дробовик) и дополнительное оружие (пистолет), была принята многими впоследствии выпущенными шутерами типа Call of Duty 4: Modern Warfare. Некоторые шутеры продвинулись в этом, реализовав систему веса и позволив игроку выбирать между подвижностью и наличием большого арсенала.
При наличии на руках или переноске тяжёлого оружия типа снайперских винтовок или пулемётов часто применяются более существенные ограничения передвижения персонажа, нежели при переноске более лёгкого оружия типа пистолетов-пулемётов или пистолетов, что не только реалистично, но и сбалансировано — есть выбор между мобильным и относительно маломощным оружием и тяжёлым, но разрушительным. Часто игроки находят пробелы в этих правилах, например, в Counter-Strike для увеличения скорости перемещения игрок может сменить огнестрельное оружие на нож.
Стрельба по-македонски, будучи неэффективной и неточной в реальном мире, тем не менее часто встречается в тактических шутерах как дань уважения кинофильмам. Так Desert Eagle, несмотря на большой вес, отдачу и небольшой магазин, что делает его бесполезным для использования в вооружённых силах и силах особого назначения, часто встречается в тактических шутерах в качестве одного из пистолетов высокой убойной силы. Примерами этому могут служить серии игр Counter-Strike и Call of Duty 4: Modern Warfare.

### Взрывчатые вещества
Из-за наличия в играх проблем со спамом гранат в тактических шутерах эффект от применения взрывчатых веществ умышленно снижается, так что часто персонаж может одновременно переносить не более 2 гранат. В играх существует приём, при котором чека из гранаты выдёргивается, а метание гранаты осуществляется с задержкой после момента активации взрывателя, что затрудняет попытки врага увернуться от гранаты или убежать. Подобный способ применения гранат не одобряется в реальной жизни ввиду нестабильной задержки взрывателя, однако он остаётся излюбленным приёмом «голливудской тактики» в кинофильмах и компьютерных играх.
В шутерах от первого лица второй половины 1990-х и первой половины 2000-х годов типа Quake и Unreal Tournament оружие rocket launcher (англ. пускатель ракет) способно с большой скорострельностью запускать множество не самонаводящихся ракет, благодаря чему подобные типы оружия оказываются наиболее заметными в многопользовательской игре и значительно выигрывают у других типов оружия, доступных игроку. Это происходит из-за малого времени перезарядки ракет, высокой скорости самих ракет, а также обширной области поражения боеголовки, благодаря чему она способна наносить урон или убивать даже в случае взрыва от столкновения с полом, стеной или потолком вблизи от персонажа, а сила взрыва может перемещать персонажей и дезориентировать игрока. Опытные игроки могут использовать силу взрыва, что сопряжено с возможностью получения персонажем некоторого урона, выполняя rocket jump. Более того, модификация Rocket Arena создавалась для использования подобного оружия в качестве основного. В сиквелах Quake оружие типа Rocket launcher сохраняется, однако его характеристики были несколько снижены. Кроме того, персонаж может переносить одновременно десятки ракет, из-за чего их экономия не требуется. Наоборот, в шутерах типа Call of Duty стараются даже не использовать термин rocket launcher. Несмотря на то, что в этих играх присутствует похожее оружие, оно создано по образу реально существующих вооружений, например, РПГ, Базука, FIM-92 Stinger, применяемое преимущественно в особых ситуациях в основном для уничтожения техники, а не людей. Причём, даже несмотря на наличие осколочно-фугасных и термобарических снарядов у некоторых экземпляров вооружения (Например, РПГ-7 и РПГ-26), их эффективность не сильно повышается из-за того, что реалии тактических шутеров заставляют игроков держаться подальше друг от друга, чтобы всех не убило одним снарядом(В некоторых играх удержание дистанции является чуть ли не самым важным навыком). Подобные ракетные вооружения имеют достаточно редко встречающиеся в игровом мире боеприпасы(К примеру, в игре Squad боезапас ракет можно пополнить только на специальных сооружениях) и большое время перезарядки, что оправдывает их применение только в особых ситуациях и предотвращает их безответственное использование.

## Историческая справка

Игра Commando — одна из первых игр в жанре.

Особенности, обычные теперь для тактических шутеров, впервые были реализованы в 1987 году в игре Airborne Ranger от MicroProse. Издание Computer Gaming World сравнивало её с более ранней аркадной игрой Commando (более типичным экшн-шутером для того времени), однако отмечает, что Airborne Ranger «более глубокая и разносторонняя». В игре был ограниченный инвентарь, к наполнению которого следовало подходить разумно, разнообразие типов заданий, которые часто способствовали проявлению хитрости вместо насилия, а также игра придавала стимул планировать наперёд с целью перехитрить врага — все особенности, ставшие типичными для тактических шутеров в целом. За Airborne Ranger в 1992 году последовала игра Special Forces, также от MicroProse, в которой впервые в жанре была реализована механика групповой игры.
Технический прорыв в жанре произошёл в 1993 году с выходом игры SEAL Team от Electronic Arts. В этой игре уже было представлено множество игровых механик, связываемых с жанром, в том числе использование элементов поддержки игрока и использование транспортных средств, а также создание работающей в реальном времени симуляции окружения (посредством трёхмерной векторной графики), которое отвечает на действия игрока. В течение следующих пяти лет эксперименты с жанром тактических шутеров были достаточно редкими, примером которых может быть игра Terra Nova: Strike Force Centauri (1996), ставшей одной из первых игр с трёхмерной графикой с механикой групповой игры.
Первые крупные успехи игр жанра произошли в 1998 году и связаны с играми Rainbow Six и Ghost Recon, которым приписывали определение и уточнение границ жанра. Другой заметной игры стала Delta Force, в которой уделено повышенное внимание оружию реального мира и быстрым убийствам. Другими повлиявшими на жанр являются серии игр SOCOM U.S. Navy SEALs и SWAT, причём последняя является спин-оффом серии Police Quest в жанре приключенческих игр.
Критика приписывает игре Rainbow Six революцию в жанре, определившую его основные черты. На создание игры разработчиков вдохновило подразделение ФБР Hostage Rescue Team, а задумкой игры было воссоздание работы специалистов при выполнении сложной операции. Игра разрабатывалась так, чтобы повысить ценность стратегического мышления над тренировкой реакции, чтобы играть притом было увлекательно. Игры серии стали своего рода бенчмарком, с которым сравниваются игры жанра на предмет проработки деталей и точности.

Подавление огнём врага в игре Brothers in Arms: Road to Hill 30 посредством метания гранаты.

Некоторые из наиболее известных тактических шутеров изначально были бесплатно распространявшимися модами шутеров от первого лица с полностью переработанным содержимым. Так Infiltration, полная переделка Unreal Tournament (1999) описывался как «превращение дикого карикатурного экшна из Unreal Tournament в высоко напряжённую игру кошки с мышью». Infiltration известна своей проработанной системой прицеливания, в которую входит и стрельба «от бедра», и стрельба с использованием прицелов без прицельной сетки, различными видами перемещения (бег, ходьба, ползание, перемещение по-пластунски, движение вокруг углов), а также настраиваемая система нагрузки, позволяющая менять конфигурацию оружия (при помощи навесного оборудования), предполагающего наложение на персонажа штрафов за большой вес. Counter-Strike (2000), модификация игры Half-Life (1998), в своё время становился самой популярной многопользовательской игрой, несмотря на выход шутеров от первого лица с более продвинутыми графическими движками, например, Unreal Tournament 2003. Разработчиком одного из модификаций Half-Life была Gearbox Software, выпустившая в 2005 году игру Brothers in Arms: Road to Hill 30, внёсшую вклад в дальнейшее развитие жанра. Критики положительно отметили не только увеличение реализма геймплея, реализованного в формате шутера от первого лица, но и уникальную возможность игры, позволяющую игроку отдавать команды солдатам и группам по ходу сражения.
К концу 2000-х годов шутеры с современным сеттингом типа Call of Duty 4: Modern Warfare стали более популярными, нежели фантастические шутеры от первого лица типа Quake или Unreal, однако разработчики в значительной степени не интересовались полноценными тактическими шутерами. Даже сиквелы традиционных игр типа Rainbow Six и Ghost Recon несколько отошли от реализма в сторону кинематографических сцен, примером чему могут служить относительно современные сиквелы Rainbow Six, которые полностью избавились от характерного для серии этапа планирования перед выполнением задания (последний раз встречается в Rainbow Six 3: Raven Shield) или перешедшая в весьма фантастический сеттинг Ghost Recon: Future Soldier, в которых персонаж может использовать плащи невидимости, носимые на плечах противотанковые ракеты, тогда как тактическая составляющая сводится к ситуациям вида «один выстрел — одна смерть».
VBS2 (и его новая версия, VBS3) — это армейский тактический шутер, используемая для тренировки пехотинцев корпусом морской пехоты США, армией США и рядом вооружённых сил стран НАТО. Специально разработанный интерфейс пользователя Pointman сочетает в себе отслеживание движений головы, геймпад с отслеживанием движений рук и специальный контроллер для ног, позволяющий повысить точность управления аватаром. Использование данной системы позволяет с бо́льшим реализмом тренировать пользователю искусство прицеливания и дульную дисциплину, делать взвешенные шаги при движении вдоль препятствий и укрытий, а также лучше контролировать высоту позы для более эффективного использования укрытий и маскировки.